# Богинов, Алексей Дмитриевич
Алексей Дмитриевич Богинов (род. 10 июля 1945) — советский хоккеист, защитник. Украинский хоккейный функционер, тренер.

## Биография
Сын Дмитрия Богинова. Играл за «Динамо» Киев (1963/64 — 1972/73), «Сокол» Киев (1973/74), «Локомотив» Москва (1974/75 — 1975/76), «Торпедо» Тольятти (1976/77 — 1978/79).
Победитель хоккейного турнира зимней Универсиады 1968 года.
В 1990-х — 2000-х годах — вице-президент, главный тренер клуба «Льдинка» («Ирбис») Киев.